# Kirby (Montana)
Kirby é uma cidade fantasma do condado de Big Horn, no estado de Montana, nos Estados Unidos.  

## História
Kirby fica localizada na Montana Highway 314 e Cache Creek Road. Fica situada a leste de Crow Indian Reservation e a sul de   Northern Cheyenne Indian Reservation no vale de Rosebud Creek. Uma estação de correio esteve ativa entre 1895 3 1970 com o código zip 59042.
Na atualidade, Kirby é uma cidade fantasma com poucos edifícios ainda intactos, incluindo a antiga estação de correios. 